# ゴキブリちゃん
『ゴキブリちゃん』は、久里洋二作の絵本、もしくはそれを題材としたテレビアニメ。テレビアニメはCSのTBSチャンネルで2005年に放送された。全20話。

## 登場人物

### ゴキブリたち
ゴキブリちゃん
声 - 水間真紀
サラリーマンの家で暮らすヤマトゴキブリ。
サラリーマン一家の皆に好かれようと日々努力している。
キリリ
声 - 谷井あすか
メスのゴキブリ。しっかりした性格。
グルル
声 - 白鳥修馬
食にうるさいゴキブリ。
トロロ
声 - 浅野るり
足が遅い。
ガオ
声 - 吉野貴宏
いつもいばっている。
プリリン
声 - 沢城みゆき
クロロ
声 - 伊藤亜矢子

### サラリーマン一家
奥さん
声 - 斎藤恵理
ゴキブリが大の苦手で、いつもゴキブリちゃんたちを攻撃してくる。
お兄ちゃん
憂さ晴らしのために深夜にゴキブリを攻撃している。

## スタッフ
- プロデューサー - 小野辰雄
- アシスタントプロデューサー - 秋元絵里、近藤容一[1]
- 脚本 - 田中美智子
- ディレクター・監督 - 滝沢潤
- 音楽 - 山本重夫
- 美術監督 - 青木稔
- キャラクターデザイン - 吉崎誠
- 制作協力 - LIBERTY SHIP[1]
- 音響制作 - マウスプロモーション[1]
- 企画製作 - TBS、エイケン[1]

## 主題歌
キスキスキスの嵐。
作詞・作曲 - 山本重夫 / 編曲 - 安良岡修 / 歌 - Chu!☆Lips

## 各話リスト
1. 赤ちゃん大好き!
2. 大きなお世話!
3. 大怪獣出現！
4. みんなでダンス！
5. 外国語がしゃべりた～い!
6. 冷蔵庫から脱出せよ!
7. トロロの猛特訓！
8. 海ってどんなとこ？
9. 大空を飛びたい！
10. 女の子の気持ち・・
11. 宇宙大旅行!
12. 不思議なメール！？
13. バイオリンが弾きたい！
14. 未知なる侵略者!
15. お引越し大作戦！
16. 対決! ロボットゴキブリ
17. 左手のラブレター♥
18. お兄ちゃん危機一髪!
19. 逃亡者をつかまえろ！
20. 天才画家誕生!

## ネット配信
- 2012年6月7日より、TBSオンデマンドと連携した動画配信サービス（ビデオマーケット、TSUTAYA TVなど）によってネット配信が行われている[1][2]。

## 書籍情報
絵本『ゴキブリちゃん』
2004年5月にARTBOXインターナショナルより発行（ISBN 9784872986785）
- デザイン - 笠井訓史